# Lissocarpa jensonii
Lissocarpa jensonii là một loài thực vật có hoa trong họ Thị. Loài này được R.Vásquez mô tả khoa học đầu tiên năm 1993.